# Ponte de Mouro
A Ponte de Mouro é uma aldeia da freguesia de Barbeita, na divisa com a freguesia de Ceivães, no concelho de Monção, Portugal.
O lugar é conhecido pela Ponte da Barbeita, uma ponte medieval, considerada parte do patrimônio arquitetônico.
Na localidade pode-se encontrar a Capela de São Félix, sítio de concorrida romaria, sem data precisa uma vez que varia com a localização da época Pascal; a ponte romana sobre o rio Mouro e uma praia fluvial, a Praia Fluvial de Ponte de Mouro.
Em Ponte de Mouro também se realiza o Festival Internacional de Foclore, realizado pelo Rancho Foclórico da Casa do Povo de Barbeita.